# Rhabdomastix (Rhabdomastix) leucophaea
Rhabdomastix (Rhabdomastix) leucophaea is een tweevleugelige uit de familie steltmuggen (Limoniidae). De soort komt voor in het Palearctisch gebied.